# ロンデル・ソリロ
ロンデル・ケルビン・ソリロ（Rondel Kelvin Sorrillo、1986年1月24日 ‐ ）は、トリニダード・トバゴ・ラ・ブレア出身の陸上競技選手。専門は短距離走。100mの自己ベストはトリニダード・トバゴ歴代5位タイの9秒99、200mの自己ベストはトリニダード・トバゴ歴代3位の20秒16。2011年大邱世界選手権男子200mのファイナリストである。
主に200mがメインのスプリンター。2011年大邱世界選手権男子200mで7位、トリニダード・トバゴ選手権男子200mで5度の優勝などの実績を誇る。オリンピックと世界選手権ではメダル獲得こそないものの、オリンピックは2008年北京大会から3大会連続、世界選手権は2009年ベルリン大会から4大会連続で出場権を獲得している（2015年北京大会は怪我で欠場）。

## 経歴
2008年6月のトリニダード・トバゴ選手権男子200mで初優勝を果たし、北京オリンピックトリニダード・トバゴ代表の座を掴んだ。オリンピックデビューとなった8月の北京オリンピック男子200mでは2次予選まで進出した。
2010年6月のNCAA選手権（全米学生選手権）男子200mを20秒36（+3.7）で制し、この種目を制したケンタッキー大学初の選手となった。男子100mは10秒09（+2.5）をマークして2位に入っている。
2011年9月の大邱世界選手権男子200mに出場すると、準決勝を全体8位の20秒56（-1.0）で通過。世界大会で初めて決勝に進出し、20秒34で7位入賞を果たした。世界選手権200mにおけるトリニダード・トバゴ勢のファイナリストは、1997年アテネ大会のアト・ボルドン以来、男女通じて史上2人目の快挙だった。
2015年8月の北京世界選手権に出場予定だったが、直前に負傷したため欠場となった。
2016年3月のポートランド世界室内選手権で世界室内選手権デビューを果たすと、男子60mはセミファイナリストになった。男子4×400mリレーにも出場すると予選で1走を務め、3分07秒83をマークしての決勝進出に貢献した。決勝の出番はなかったが、トリニダード・トバゴは銅メダルを獲得したので予選を走ったソリロもメダルを手にした。
2016年6月25日のトリニダード・トバゴ選手権男子100m決勝で自己ベストを4年ぶりに0秒04更新する9秒99（+1.7）をマーク。30歳にして公認記録で初めて10秒の壁を突破した。

## 自己ベスト
記録欄の（　）内の数字は風速（m/s）で、+は追い風を意味する。
| 種目 | 記録          | 年月日        | 場所               | 備考                            |
| 屋外 | 屋外          | 屋外          | 屋外               | 屋外                            |
| ---- | ------------- | ------------- | ------------------ | ------------------------------- |
| 100m | 9秒99 (+1.7)  | 2016年6月25日 | ポートオブスペイン | トリニダード・トバゴ歴代5位タイ |
| 200m | 20秒16 (+1.6) | 2011年8月14日 | ポートオブスペイン | トリニダード・トバゴ歴代3位     |
| 室内 |               |               |                    |                                 |
| 55m  | 6秒19         | 2013年1月17日 | ゲインズビル       |                                 |
| 60m  | 6秒57         | 2015年1月24日 | レキシントン       |                                 |
| 200m | 20秒49        | 2017年2月11日 | フェイエットビル   |                                 |
| 300m | 33秒47        | 2011年2月5日  | ボストン           |                                 |

## 主要大会成績
備考欄の記録は当時のもの
| 年   | 大会                        | 場所             | 種目    | 結果    | 記録            | 備考     |
| ---- | --------------------------- | ---------------- | ------- | ------- | --------------- | -------- |
| 2006 | 北中米カリブU23選手権 (en)  | サントドミンゴ   | 4x100mR | 3位     | 39秒98 (1走)    |          |
| 2007 | 北中米カリブ選手権 (en)     | サンサルバドル   | 4x100mR | 3位     | 39秒92 (3走)    |          |
| 2008 | 中米カリブ選手権 (en)       | カリ             | 200m    | 2位     | 20秒71 (+0.5)   |          |
| 2008 | オリンピック                | 北京             | 200m    | 2次予選 | 20秒63 (+0.3)   |          |
| 2009 | 中米カリブ選手権 (en)       | ハバナ           | 200m    | 2位     | 20秒72 (-1.1)   |          |
| 2009 | 中米カリブ選手権 (en)       | ハバナ           | 4x100mR | 優勝    | 38秒73 (1走)    |          |
| 2009 | 世界選手権                  | ベルリン         | 200m    | 準決勝  | 20秒63 (0.0)    |          |
| 2010 | 中米カリブ競技大会 (en)     | マヤグエス       | 200m    | 3位     | 20秒59 (0.0)    |          |
| 2010 | 中米カリブ競技大会 (en)     | マヤグエス       | 4x100mR | 優勝    | 38秒24 (1走)    | 大会記録 |
| 2011 | 中米カリブ選手権 (en)       | マヤグエス       | 200m    | 2位     | 20秒64 (+1.1)   |          |
| 2011 | 中米カリブ選手権 (en)       | マヤグエス       | 4x100mR | 予選    | 39秒26 (1走)    | 決勝進出 |
| 2011 | 世界選手権                  | 大邱             | 200m    | 7位     | 20秒34 (+0.8)   |          |
| 2012 | オリンピック                | ロンドン         | 100m    | 準決勝  | 10秒31 (+1.7)   |          |
| 2012 | オリンピック                | ロンドン         | 200m    | 予選    | 20秒76 (-0.1)   |          |
| 2013 | 世界選手権                  | モスクワ         | 100m    | 予選    | 10秒25 (-0.4)   |          |
| 2013 | 世界選手権                  | モスクワ         | 4x100mR | 7位     | 38秒57 (3走)    |          |
| 2014 | 世界リレー (en)             | ナッソー         | 4x100mR | 2位     | 38秒04 (3走)    |          |
| 2014 | 英連邦競技大会 (en)         | グラスゴー       | 200m    | 準決勝  | 20秒57 (+0.3)   |          |
| 2014 | 英連邦競技大会 (en)         | グラスゴー       | 4x100mR | 3位     | 38秒10 (3走)    |          |
| 2015 | 世界リレー (en)             | ナッソー         | 4x100mR | 7位     | 38秒92 (3走)    |          |
| 2015 | パンアメリカン競技大会 (en) | トロント         | 200m    | 準決勝  | 20秒61 (+1.0)   |          |
| 2015 | パンアメリカン競技大会 (en) | トロント         | 4x100mR | 3位     | 38秒69 (1走)    |          |
| 2015 | 世界選手権                  | 北京             | 100m    | 予選    | DNS             |          |
| 2016 | 世界室内選手権              | ポートランド     | 60m     | 準決勝  | 6秒68           |          |
| 2016 | 世界室内選手権              | ポートランド     | 4x400mR | 予選    | 3分07秒83 (1走) | 決勝進出 |
| 2016 | オリンピック                | リオデジャネイロ | 100m    | 予選    | 10秒23 (+0.8)   |          |
| 2016 | オリンピック                | リオデジャネイロ | 200m    | 準決勝  | 20秒33 (-0.4)   |          |
| 2016 | オリンピック                | リオデジャネイロ | 4x100mR | 決勝    | DQ (2走)        |          |